# Cameron Levins
Pour les articles homonymes, voir Levins.
Cameron « Cam » Levins (né le 28 mars 1989 à Campbell River) est un athlète canadien, spécialiste des courses de fond.

## Biographie
En 2018, pour son premier marathon, il bat le record du Canada que détenait Jerome Drayton depuis 1975, en courant dans le temps de 2 h 9 min 25 s à Toronto. Cameron Levins confirme sa présence au Marathon de Toronto 2019 peu avant celui-ci. Il essaie de se qualifier pour les Jeux Olympiques de Tokyo ; pour cela, il faut terminer premier canadien et faire un temps inférieur à 2 h 11 min 30 s. Il part à des allures de 2 h 10 min. Seuls lui et Trevor Hofbauer tiennent l'allure. Après 30 kilomètres, Cameron lâche le groupe. Il terminera troisième canadien en 2 h 15 min 01 s, se faisant dépasser par Tristan Woodfine dans les derniers kilomètres, qui termine en 2 h 09 min 51 s et obtient son billet pour les Jeux Olympiques. Philemon Rono termine cette même course en 2 h 05 min 00 s.

### 2020 - Nouvelle décennie
Début janvier 2020, il participe au Demi-Marathon de Houston, où il réussit une performance de 1 h 02 min 13 s et ainsi bat son record personnel précédemment établi à Valence en 2018.

### Palmarès
| Date | Compétition                    | Lieu    | Résultat | Épreuve  | Performance    |
| ---- | ------------------------------ | ------- | -------- | -------- | -------------- |
| 2012 | Jeux olympiques                | Londres | 14e      | 5 000 m  | 13 min 51 s 87 |
| 2012 | Jeux olympiques                | Londres | 11e      | 10 000 m | 27 min 40 s 68 |
| 2013 | Championnats du monde          | Moscou  | 14e      | 10 000 m | 27 min 47 s 89 |
| 2014 | Championnats du monde en salle | Sopot   | 8e       | 3 000 m  | 7 min 57 s 37  |
| 2014 | Jeux du Commonwealth           | Glasgow | 3e       | 10 000 m | 27 min 56 s 23 |
| 2022 | Championnats du monde          | Eugene  | 4e       | Marathon | 2 h 7 min 9 s  |

National : 4 titres sur 5 000 m (2012-2015)
| Date | Compétition              | Lieu    | Résultat | Performance     |
| ---- | ------------------------ | ------- | -------- | --------------- |
| 2018 | Marathon de Toronto 2018 | Toronto | 4e       | 2 h 09 min 25 s |
| 2019 | Marathon de Toronto 2019 | Toronto | 12e      | 2 h 15 min 01 s |

### Records
| Épreuve  | Performance         | Lieu   | Date          |
| -------- | ------------------- | ------ | ------------- |
| 5 000 m  | 13 min 15 s 19      | Eugene | 1er juin 2013 |
| 10 000 m | 27 min 7 s 51       | Eugene | 29 mai 2015   |
| Marathon | 2 h 5 min 36 s (AR) | Tokyo  | 5 mars 2023   |